# Tamar (fille de David)
Ne doit pas être confondu avec Tamar (Genèse).
תָּמָר
Tamar (hébreu : תָּמָר) est le nom d'un personnage biblique, fille de David et de Maaca, elle-même fille de Talmai (en), roi de Geshour (en). Sœur d'Absalom, elle est violée puis rejetée par son demi-frère Amnon. Son histoire est racontée dans le Deuxième livre de Samuel.

## Récit biblique
Amnon, fils du roi David, est violemment attiré par sa demi-sœur vierge Tamar et en tombe malade de chagrin. Son cousin Jonadab, fils de Chamma, lui-même frère de David, s'aperçoit de son chagrin et lui en demande la raison. Amnon déclare qu'il est amoureux de Tamar. Alors Jonadab lui donne l'idée de se faire passer pour malade afin d'amener son père David à lui rendre visite ; il pourra ainsi demander à David de permettre que sa fille Tamar vienne cuisiner chez lui pour le nourrir.
Amnon procède exactement ainsi, le roi accepte et Tamar s'exécute ; elle se rend chez Amnon et confectionne des gâteaux sous ses yeux. Lorsqu'ils sont prêts, Amnon refuse de les manger et ordonne qu'on le laisse seul avec Tamar. Il lui demande alors d'apporter les gâteaux dans sa chambre. Là, au moment où elle lui présente à manger, Amnon la saisit et lui ordonne de coucher avec lui, puis la viole devant son refus.
Amnon ordonne alors à Tamar de se relever et de s'en aller, elle refuse car elle souhaite qu'il l'épouse. Amnon demande à son serviteur de l'expulser et de verrouiller la porte derrière elle. Accablée, Tamar se couvre alors le front de cendres et trouve refuge auprès de son frère Absalom. Après avoir appris le viol, celui-ci demande à Tamar de se taire, de ne plus y penser et prend secrètement Amnon en haine. Lorsque le roi David apprend à son tour le viol, il entre dans une grande fureur et ne fait rien. Deux années après, Absalom fait tuer Amnon par ses domestiques.

## Dans les arts
- La vengeance de Tamar, comédie religieuse de Tirso de Molina.
- Ammon et thamar , gravure religieuse de Heinrich Aldegrever, conservé au petit palais à Paris[3].

## Dans le monde associatif
- Elle a inspiré une association d'inspiration catholique se considérant comme laïque , les Enfants de Tamar, qui lutte contre l'inceste et contre les violences sexuelles[4].

## Dans l'histoire
- Elle a inspiré la reine de Géorgie (pays du Caucase) Tamar Ire (1160-1213) pour son nom de reine[5].